# Grabmal des Priesters Bruno

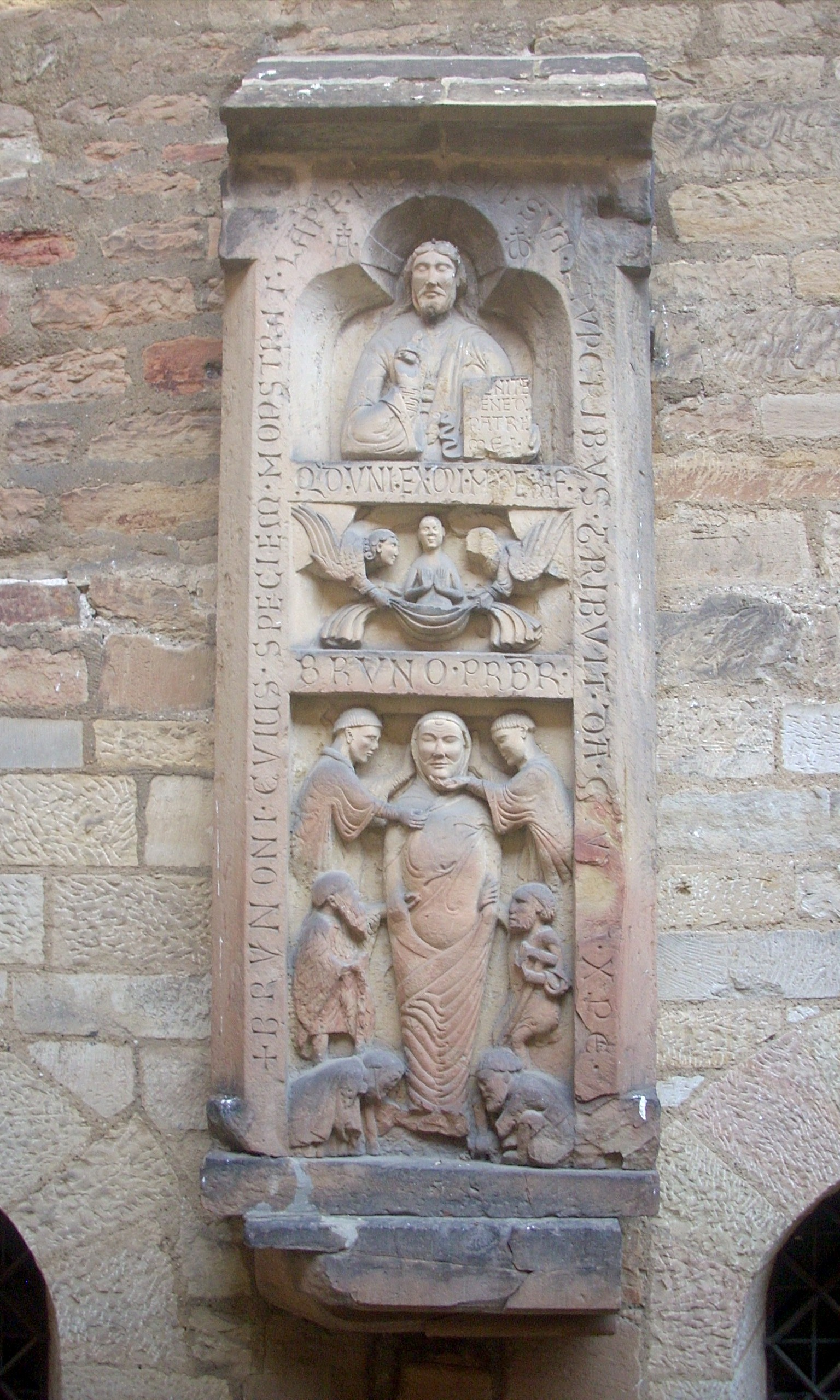
Grabmal des Priesters Bruno am Hildesheimer Dom

Das Grabmal des Priesters Bruno ist ein durch Bildprogramm und Steinmetzkunst herausragendes romanisches Grabmal. Es entstand nach 1194 und befindet sich an der Südwand des Chors des Hildesheimer Doms unweit des Tausendjährigen Rosenstocks.
Bruno ist als Mitglied des Hildesheimer Domkapitels in der Funktion des Kellners und als Stifter in Urkunden der Jahre 1181–1194 bezeugt. Weiteres über seine Biografie ist nicht bekannt.
Die mehr als zwei Meter hohe, in drei Bildfelder geteilte figurenreiche Grabplatte ist von ungewöhnlicher Lebendigkeit und Ausdruckskraft.
Das untere Bildfeld, das etwa die Hälfte der Gesamtfläche einnimmt, zeigt den bereits in Totengewänder gehüllten Verstorbenen mit geschlossenen Augen, aber lächelndem Gesicht. Er ist umgeben von sechs kleineren, seitlich dargestellten Personen, die ihn verabschieden und betrauern: Zwei Kleriker betten ihn fast zärtlich zur letzten Ruhe; vier Arme und Kranke, darunter eine Frau, nehmen an der Beisetzung teil und zeigen ihm durch Berührung und Kniefall ihre Dankbarkeit und Verehrung. Über dem Bild steht BRVNO.PR(ES)B(YTE)R – Bruno, Priester.
Das mittlere Bildfeld zeigt die Seele des Verstorbenen in Gestalt eines unbekleideten Kindes mit glückseligem Gesichtsausdruck und anbetend nach vorn geöffneten Händen. Sie wird von zwei seitlich herabschwebenden Engeln in einem Tuch zum Himmel getragen.
Das obere Bildfeld, überwölbt von einem Kleeblattbogen, dessen mittlere Rundung zugleich der Kreuznimbus ist, zeigt Christus als Richter und Erlöser, der den Verstorbenen mit dem Segensgestus empfängt und ihm das Wort sagt, das auf dem Buch in seiner Linken zu lesen ist: VENITE BENED(ICTI) PATRIS MEI – Kommt, ihr Gesegneten meines Vaters (Mt. 25,34).
Weitere lateinische Inschriften entfalten diese Aussage:
- unter der Christusfigur:
Q(VO)D.VNI.EX.MI(NIMIS).M(EIS).FE(CISTIS).M(IH)I.F(ECISTIS)
Was ihr einem meiner Geringsten getan habt, habt ihr mir getan (Mt. 25,40).
- Umschrift der Platte (zwei Hexameter mit Endreim)[1]:
+BRVNONI.CVIVS.SPECIEM.MONSTRAT.LAPIS.ISTE
QVI.SVA.PAVPERIBVS.TRIBVIT.DA GAVDIA.CHRISTE
Dem Bruno, dessen Bild dieser Stein zeigt,
der das Seine den Armen austeilte, schenke die Freuden, Christus.